# Liste des gouverneurs du Primorié
Le gouverneur du kraï du Primorié est le chef du pouvoir exécutif du kraï du Primorié en Russie. Il est élu au suffrage universel direct à deux tours. Actuellement, Oleg Kojemiako occupe ce poste.

## Gouverneurs du Primorié (depuis 1991)
| No                                | Portrait          | Nom                                                    | Appartenance politique | Début de mandat   | Fin de mandat                  | Élections  |
| --------------------------------- | ----------------- | ------------------------------------------------------ | ---------------------- | ----------------- | ------------------------------ | ---------- |
| 1                                 |                   | Vladimir Kouznetsov (ru) (né en 1954)                  | Indépendant            | 8 octobre 1991    | 24 mai 1993                    |            |
| 2                                 |                   | Ievgueni Ivanovitch Nazdratenko (en) (né en 1949)      | Indépendant            | 24 mai 1993       | 6 février 2001 démissionnaire  | 1995       |
| 2                                 | 1999              | Ievgueni Ivanovitch Nazdratenko (en) (né en 1949)      | Indépendant            | 24 mai 1993       | 6 février 2001 démissionnaire  |            |
| -                                 |                   | Valentine Stepanovitch Doubinine (en) (né en 1946)     | Indépendant            | 9 février 2001    | 27 avril 2001 démissionnaire   |            |
| -                                 |                   | Ievgueni Ivanovitch Nazdratenko (en) (né en 1947)      | Indépendant            | 27 avril 2001     | 7 mai 2001 démissionnaire      |            |
| -                                 |                   | Konstantine Borissovitch Tolstoshein (en) (né en 1952) | Indépendant            | 7 mai 2001        | 25 juin 2001                   |            |
| 3                                 |                   | Sergueï Mikhaïlovitch Darkine (en) (né en 1963)        | Russie unie            | 25 juin 2001      | 28 février 2012 démissionnaire | 2001       |
| 3                                 | 2005*             | Sergueï Mikhaïlovitch Darkine (en) (né en 1963)        | Russie unie            | 25 juin 2001      | 28 février 2012 démissionnaire |            |
| 3                                 | 2010*             | Sergueï Mikhaïlovitch Darkine (en) (né en 1963)        | Russie unie            | 25 juin 2001      | 28 février 2012 démissionnaire |            |
| -                                 |                   | Vladimir Miklouchevski (en) (né en 1967)               | Russie unie            | 28 février 2012   | 16 mars 2012                   | 2012*      |
| 4                                 | 16 mars 2012      | Vladimir Miklouchevski (en) (né en 1967)               | Russie unie            | 31 mai 2014       |                                | 2012*      |
| -                                 | 31 mai 2014       | Vladimir Miklouchevski (en) (né en 1967)               | Russie unie            | 22 septembre 2014 | 2014                           |            |
| (4)                               | 22 septembre 2014 | Vladimir Miklouchevski (en) (né en 1967)               | Russie unie            | 4 octobre 2017    | 2014                           |            |
| -                                 |                   | Andreï Tarassenko (en) (né en 1963)                    | Russie unie            | 4 octobre 2017    | 26 septembre 2018              | Sept. 2018 |
| -                                 |                   | Oleg Kojemiako (né en 1962)                            | Russie unie            | 26 septembre 2018 | 20 décembre 2018               | Déc. 2018  |
| 5                                 | 20 décembre 2018  | Oleg Kojemiako (né en 1962)                            | Russie unie            | en cours          |                                | Déc. 2018  |
| 5                                 | 20 décembre 2018  | Oleg Kojemiako (né en 1962)                            | Russie unie            | en cours          | 2023                           |            |
| *élections par la douma régionale |                   |                                                        |                        |                   |                                |            |

## Mode d'élection
Le gouverneur est élu tous les 5 ans par la population du kraï du Primorié, au suffrage universel uninominal à deux tours.